# Carsten Schneider
Carsten Schneider (nacido el 23 de enero de 1976 en Erfurt, Alemania Oriental) es un político alemán del Partido Socialdemócrata (SPD). Desde el 6 de mayo de 2025, ocupa el cargo de Ministro Federal de Medio Ambiente, Protección del Clima, Conservación de la Naturaleza y Seguridad Nuclear en el gabinete del canciller Friedrich Merz. Anteriormente, fue Ministro de Estado para Alemania Oriental y Condiciones de Vida Equivalentes en el gobierno de Olaf Scholz desde diciembre de 2021 hasta mayo de 2025. Es miembro del Bundestag desde 1998, representando a diversos distritos de Turingia.

## Biografía

### Formación
Schneider creció en el distrito de Herrenberg en Erfurt. Tras completar su educación secundaria en 1994 en el Johann-Wilhelm-Häßler-Gymnasium, realizó una formación profesional como banquero en la Volksbank Erfurt, finalizándola en 1997. Posteriormente, cumplió su servicio civil en una residencia juvenil en Erfurt entre 1997 y 1998. En 2013, obtuvo un título en Políticas Públicas en la Universidad de Erfurt.

### Trayectoria política
Schneider se unió a las Juventudes Socialistas en 1994 y al SPD en 1995. Fue vicepresidente de los Jusos en Turingia de 1996 a 1999 y miembro del comité ejecutivo del SPD en Turingia de 1999 a 2003.
En las elecciones federales de 1998, a los 22 años, fue elegido como el miembro más joven del Bundestag, representando al distrito de Erfurt. Desde entonces, ha sido reelegido en múltiples ocasiones, representando a diferentes distritos de Turingia. Ha sido miembro del Comité de Presupuesto y del Comité Conjunto de Asuntos de la Unión Europea. También ha desempeñado roles como portavoz del grupo parlamentario del SPD en temas presupuestarios y como presidente del Comité de Confianza, encargado de supervisar los servicios de inteligencia alemanes.
Entre 2017 y 2021, fue el Primer Secretario Parlamentario del grupo parlamentario del SPD en el Bundestag. En diciembre de 2021, fue nombrado Ministro de Estado para Alemania Oriental y Condiciones de Vida Equivalentes, cargo que ocupó hasta mayo de 2025.
Desde febrero hasta marzo de 2025, fue miembro del equipo negociador del SPD en las conversaciones para la formación de un gobierno en coalición con la CDU/CSU. El 6 de mayo del mismo año, fue nombrado ministro de Medio Ambiente, Conservación de la Naturaleza, Protección del Clima y Seguridad Nuclear, sucediendo a Steffi Lemke en las competencias de Medio Ambiente, Conservación de la Naturaleza y Seguridad Nuclear, y a Robert Habeck en las competencias de Protección del Clima.

## Actividades adicionales
Además de su labor parlamentaria, Schneider ha estado involucrado en diversas organizaciones. Ha sido miembro de los consejos de supervisión de instituciones como KfW y Germany Trade and Invest. También ha participado en organizaciones sin fines de lucro, incluyendo la Fundación Federal para la Revisión de la Dictadura del SED y la Sociedad Fraunhofer. Desde 2001, preside la organización "Erfurt rennt", que organiza una carrera benéfica anual en Erfurt.

## Posiciones políticas
Schneider ha expresado opiniones críticas sobre las políticas de rescate financiero durante la crisis de la eurozona, abogando por medidas que reduzcan la carga para los contribuyentes alemanes. En 2011, propuso un límite salarial para los banqueros y un impuesto más alto sobre las bonificaciones en empresas que podrían necesitar ayuda gubernamental. En 2023, propuso un pago único de hasta 20.000 euros para todos los alemanes al cumplir 18 años, financiado mediante un aumento del impuesto de sucesiones, con el objetivo de reducir la desigualdad entre ricos y pobres.

## Vida personal
Está casado desde 2004 y tiene dos hijas.